# Nyman & Schultz
Nyman & Schultz AB var ett svenskt reseföretag, som framför allt sålde företags- och tjänsteresor. 
Det startade som rederi och handelsföretag 1861 och ombildades 1905 till aktiebolag och ombildades 1919. Resebyråföretaget bildades 1927 som ett dotterbolag till rederiet och blev 1931 aktiebolag. Nordisk Resebureau , bildat 1898, övertogs av N&S 1962. År 1966 överlåts samtliga aktier i AB Nyman & Schultz till Svenska Handelsbanken. I koncernen ingick nu förutom resebyråverksamhen även Vingresor, Club 33,Europaresor, Svensk Turistbyrå, Sightseeing Stockholm AB och flygbolaget Transair. 
Nyman & Schultz resebureau AB köptes 1970 upp av SAS och slogs 1985 samman med Nordstjernans Resespecialisterna AB till Travel Management Group där även SJ:s resebyråverksamhet från 1989 kom att ingå. 1992 ändrade koncernen namn till Nyman & Schultz.
1993 köptes Nyman & Schultz av American Express. Namnet Nyman & Schultz fortsatte att användas under ett antal år efter köpet, men idag går verksamheten under namnet American Express Business Travel.